# Perpetuum mobile
Este artículo se refiere al término musical, para el concepto en física, véase: Móvil perpetuo.
Perpetuum mobile (en latín), moto perpetuo (en italiano), mouvement perpétuel (en francés), significa literalmente "movimiento perpetuo", y, como término musical, tiene dos significados distintos:
1. piezas de música, o partes de piezas, caracterizadas por una corriente continua y fija de notas, usualmente en un tempo rápido.
2. piezas enteras, o partes extensas de piezas, que han de interpretarse repetidamente, a menudo durante un número indeterminado de veces.

Kurt Pahlen afirmó acerca del movimiento perpetuo:

Llaman algunos compositores piezas jocosas que -en imitación del eterno sueño de los físicos- "no tienen fin"; quiere decir, que se enlazan su fin y su principio de tal manera que la pieza puede ser repetida infinitamente. Con el nombre de perpetuum mobile o (en italiano) moto perpetuo), escribieron obras curiosas y chispeantes Weber, Mendelssohn, Paganini, Johan Strauss y otros.
Kurt Pahlen, Diccionario universal de la música, Buenos Aires, El Ateneo, 1959, p. 304.

## Como técnica
Un ejemplo muy conocido es el presto finale de la Sonata para piano n.º 2 de Frédéric Chopin:
Esta configuración de tresillos de corchea rápidos continúa durante el resto del movimiento.
Otros ejemplos serían el finale de la Sonata para piano n.º 22 de Beethoven, así como largos fragmentos de los finales de sus Sonatas n.º 17 "Tempestad" y n.º 23 "Appassionata", el segundo de los Impromptus, D. 899 de Franz Schubert, y el finale de la Sonata para piano n.º 1 de Carl Maria von Weber, el último movimiento de la Sonata para violín y piano de Maurice Ravel y el finale del Concierto para orquesta de Béla Bartók.

## Como composición individual
Como pieza individual separada, un perpetuum mobile puede definirse como una composición donde está previsto que (una extensa parte de) la pieza sea repetida un número (frecuentemente no definido) de veces, sin que el "movimiento" de la melodía se detenga cuando comienza una repetición. El canon frecuentemente está hecho para ejecutarse de un modo moto perpetuo (que, en ese caso, puede denominarse  canon perpetuus). En algunos casos las repeticiones de una pieza de "perpetuum mobile" están en un tono diferente (mientras al mismo tiempo tiene lugar una modulación o una progresión armónica, durante el transcurso de la parte que se repite): Ejemplos de esta forma particular de Perpetuum mobile / Canon perpetuus podrían ser algunos de los cánones de la Ofrenda musical, BWV 1079 de Bach.[cita requerida]
El Perpetuum mobile como género de composiciones musicales individuales alcanzó su máxima popularidad a finales del siglo XIX. Las piezas se ejecutaban a menudo como piezas virtuosas, en los bises de los conciertos al final, en algunos casos aumentando el tempo a lo largo de las repeticiones.

## Ejemplos

### SigloXIX
Algunos ejemplos del siglo XIX de "Perpetuum mobile" son:
- Felix Mendelssohn, Perpetuum mobile, opus 119, para piano.
- Ottokar Novacek, Perpetuum Mobile, para violín y piano.
- Niccolò Paganini, Moto perpetuo Op. 11 (n.º 6) para violín.
- Nikolái Rimski-Kórsakov, El vuelo del moscardón.
- Johann Strauss II, Perpetuum Mobile: musikalischer Scherz para orquesta.
- Robert Schumann, «Hasche-Mann» de Kinderszenen.

### SigloXX
Entre los ejemplos del siglo XX para el género del "Perpetuum mobile" se incluyen:
- "Mouvement", una composición de 1905 para piano de Claude Debussy.
- El último movimiento de la sonata para violín de Maurice Ravel.
- Trois Mouvements perpétuels, una composición para piano de 1918 de Francis Poulenc.
- El final de la ópera Wozzeck, acto III escena 5, de Alban Berg (1914–1924).
- Segunda pieza de las tres para contrafagot sólo Erwin Schulhoff. (1922)
- El último movimiento del Concierto para violín de Samuel Barber (1939).
- El último movimiento del Concierto para orquesta de Béla Bartók (1943).
- Perpetuum mobile orquestal de Arvo Pärt (1963).
- "Perpetuum Mobile for pedals alone" una pieza para órgano de Wilhelm Middelschulte.
- Short Ride in a Fast Machine de John Coolidge Adams (1986).
- «Perpetuum Mobile» de Penguin Cafe Orchestra (1987).
- El álbum del grupo alemán avant garde Einstürzende Neubauten Perpetuum Mobile contiene también algunos ejemplos del concepto de perpetuum mobile.
- «Fracture» es una pieza moderna moto perpetuo basada en la escala de tonos completos compuesta por el guitarrista Robert Fripp.
- Preludio n.º 2 en la menor de 24 preludios y fugas de Dmitri Shostakovich.

### SigloXXI
Algunos ejemplos del siglo XXI de "Perpetuum mobile" son:
- Juan Manuel Abras, Perpetuum tanguile, para violín.[1]
- Mesías Maiguashca, el móvil perpetuo de las 7 Piezas para piano.[2]
- Eric Whitacre, Equus.